# Płyniesz Olzo po dolinie

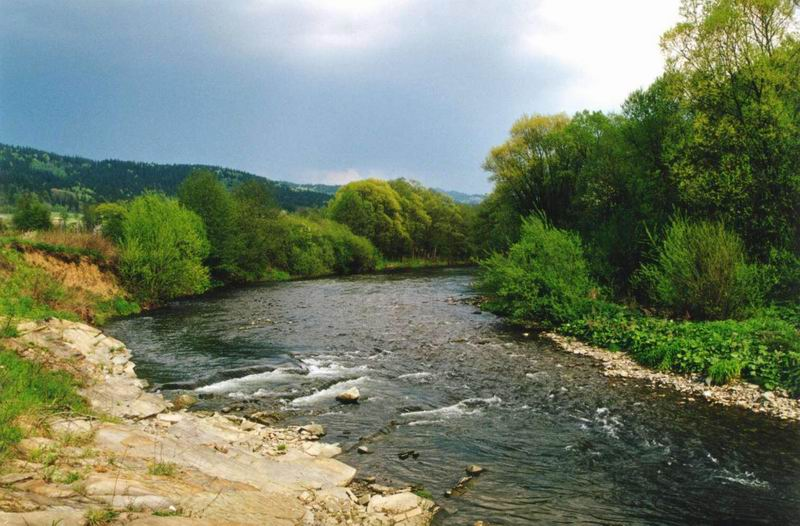
Řeka Olše v Hrádku

Płyniesz Olzo po dolinie (Plyneš, Olzo, po dolině) je neoficiální hymnou Poláků na Těšínsku, zejména v jeho české části (tzv. Zaolzie/Zaolší). Byla napsána polským učitelem Janem Kubiszem (1848-1929) z Hnojníku.
Hlavním námětem písně je odnárodňování polského obyvatelstva Těšínska a naděje na zvrat tohoto procesu. Základním básnickým motivem je řeka Olše/Olza přirovnávaná k palestinskému Jordánu s vodou s očistnou mocí, což dává myšlence národního obrození religiózní náboj.

## Text písně
| Originální polský text | Český překlad |
| --- | --- |
| Płyniesz, Olzo, po dolinie, Płyniesz, jak przed laty, Takie same na twym brzegu Kwitną wiosną kwiaty. A twe wody w swoim biegu Się nie zamąciły; I tak samo lśnią się w słońcu, Jak się dawniej lśniły. Ale ludzie w swoim życiu zmienili się bardzo, zwyczajami, wiarą przodków ledwie że nie gardzą I dąb stary nad twym brzegiem jak szumiał tak szumi, a wnuk starą mowę dziadów ledwie że rozumie Na twym brzegu dawnym śpiewem słowik się odzywa, a dziś śliczne nasze pieśni ledwie że kto śpiewa W świętej ziemi chananejskiej rzeka Jordan płynie, w jego wodach Izraela lud brał oczyszczenia Więc z modlitwą ukląknąłem w pokorze przed Panem byś się stała, Olzo, takim i dla nas Jordanem Potem kiedyś, gdy po falach wiosną wiatr zawieje, wnuk usłyszy w twych fal szumie swoich przodków dzieje Wnuk usiądzie na twym brzegu dumać nad przeszłością I żyć będzie dla swej ziemi czynem i miłością! | Plyneš, Olzo, po dolině, plyneš jak před lety, tytéž na tvém břehu kvetou zjara zase květy. A tvé vody ve svém běhu se nezakalily; a touž září v slunci planou, jak dříve zářily. Ale lidé ve svém žití změnili se mnoho obyčeji, vírou předků pohrdají skoro. A dub starý nad tvým břehem jak šuměl tak šumí, a vnuk staré řečí dědů sotvaže rozumí Na tvém břehu dávným zpěvem slavík se ozývá, a dnes krásné naše písně sotvaže kdo zpívá Svatou zemí chananejskou řeka Jordán plyne, v jejích vodách Izraele lid bral očištění Tak s modlitbou poklekl jsem v pokoře před Pánem aby ses stala, Olzo, takovým i pro nás Jordánem Potom kdysi, když po vlnách zafouká vítr jarní, vnuk uslyší v šumu tvých vln svých předků činy Vnuk usedne na tvém břehu mysle na dobu starou A žít bude pro svou zemi činem i láskou! |